# Névváltoztatási rendelet

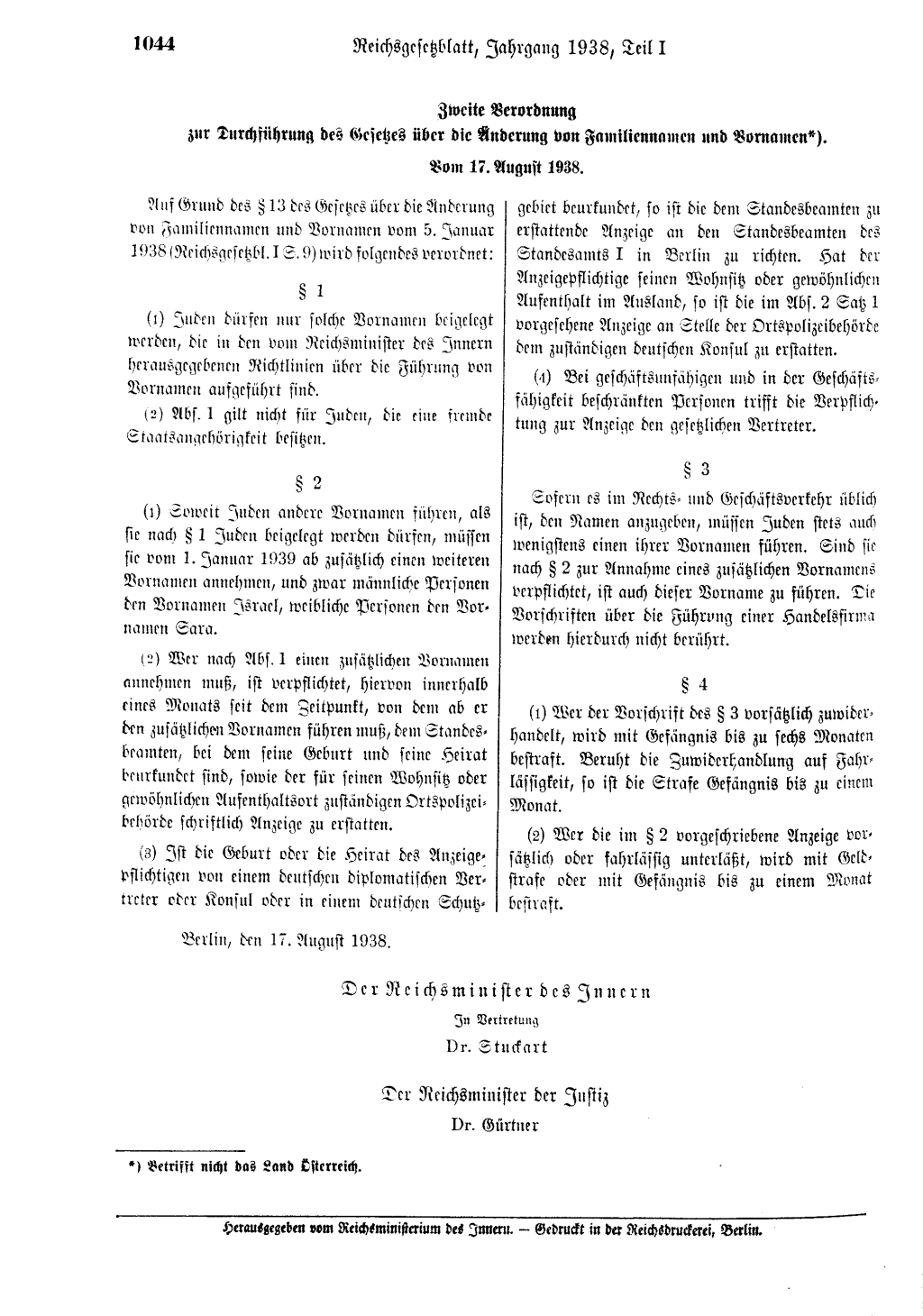
A rendelet a Birodalmi Közlöny 1938-as évfolyama I. részének 1044. oldalán

A névváltoztatási rendelet (német köznyelvi elnevezéssel Namensänderungsverordnung, teljes hivatalos címén Zweite Verordnung zur Durchführung des Gesetzes über die Änderung von Familiennamen und Vornamen, magyarul „A család- és utónevek megváltoztatásáról szóló törvény második végrehajtási rendelete”) a náci Németországban 1938. augusztus 17-én kelt és 1939. január 1-jén hatályba lépett jogszabály, amelyben a birodalmi belügyminiszter a németországi zsidók számára előírta, hogy a zsidó mivoltukat felismerhetővé tevő keresztnevet viseljenek. A rendelet szerint a német állampolgárságú vagy hontalan zsidók csak olyan keresztnevet viselhettek, amely a belügyminiszter által kiadott irányelvnek megfelelt. Az irányelv tételesen felsorolt 91 női és 185 férfinevet, amely a zsidók számára megengedett volt. Azoknak a zsidóknak, akiknek az irányelvnek nem megfelelő keresztnevük volt, kötelező volt – nemüknek megfelelően – az Israel vagy a Sara nevet felvenniük. A rendelet a Harmadik Birodalom bukásával hatályát vesztette.

## Háttér
Wilhelm Frick birodalmi belügyminiszter már 1934-ben kifejezte aggodalmát, hogy a zsidók megkísérelhetik nevük megváltoztatásával elrejteni zsidó mivoltukat. 1935 júliusában azután javaslatot terjesztett be Hitlernek,  mely szerint zsidók csak akkor változtathatnák meg a nevüket, ha az új név zsidó jellegű. Eközben Franz Gürtner igazságügyminiszter azt követelte, hogy azokat a zsidókat, akiknek az őseit a 19. század elején németes családnév felvételére kényszerítettek, kötelezzék az eredeti zsidó családnevük visszavételére. 1936 őszén Martin Bormann náci pártvezető azt javasolta, a zsidóknak írják elő, hogy családnevük mellett a Jude (zsidó) kiegészítőt kelljen használniuk. Ezeket a javaslatokat végül nem valósították meg.
1938. január 5-én azután életbe lépett A család- és utónevek megváltoztatásáról szóló törvény (eredeti német címén Gesetz über die Änderung von Familiennamen und Vornamen), amely lehetővé tette, hogy a hatóság az 1933. január 30. előtt engedélyezett névváltoztatásokat 1940. december 31-ig – visszamenőleges hatállyal – visszavonja. Ugyanez a törvény hatalmazta föl a belügyminisztert arra, hogy rendeletet alkosson az utónévviselésről. Wilhelm Frick belügyminiszter ezt követően két végrehajtási rendeletet alkotott a törvényhez. Az első kijelölte a névváltoztatási kérelmeket elbíráló hatóságokat az ország különböző közigazgatási egységeiben, és rendelkezett a névváltoztatási eljárás díjáról. A második végrehajtási rendelet szabályozta a zsidók névviselését.

## A rendelet tartalma

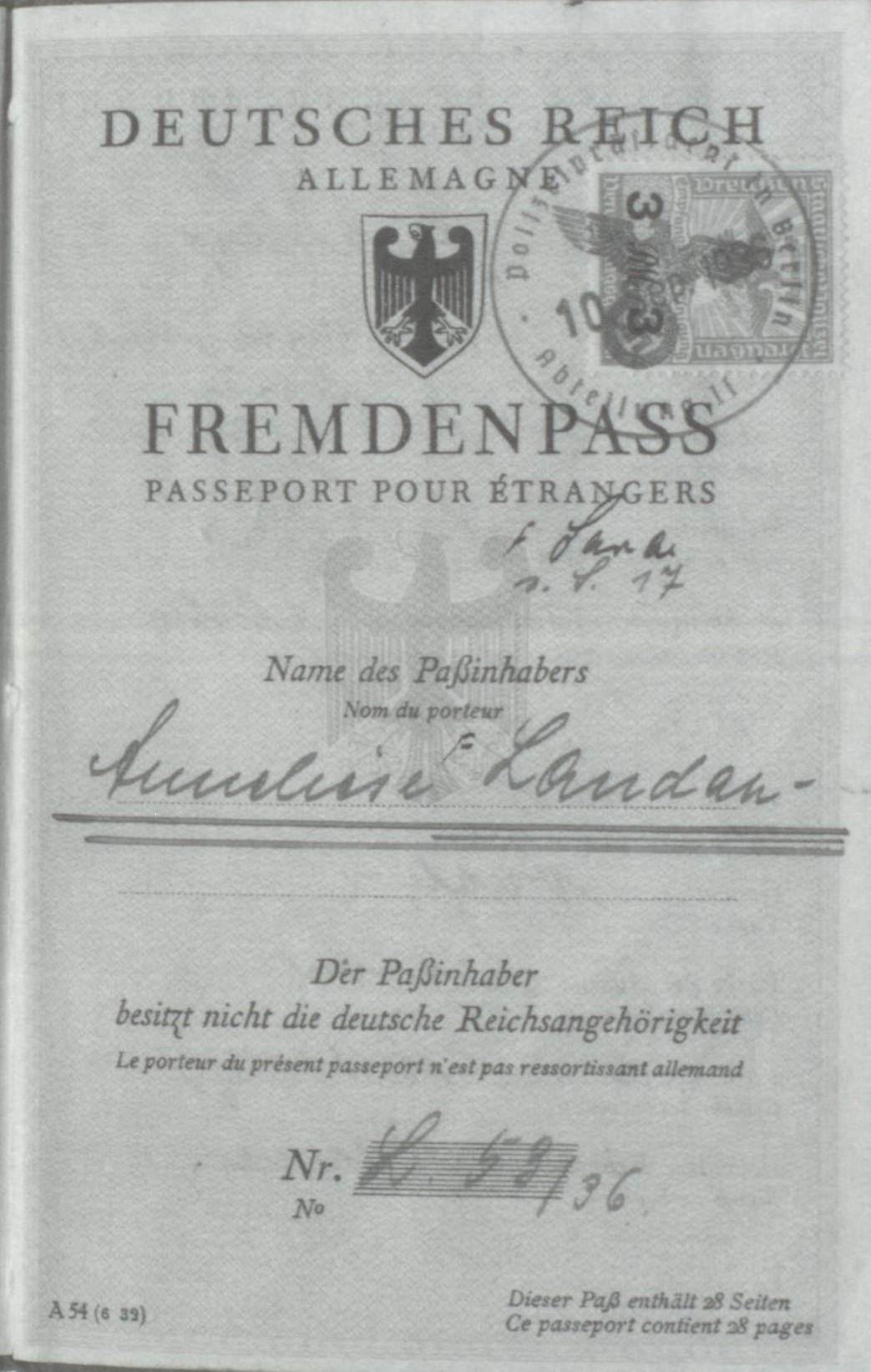
Anneliese Landau nevére kiállított hontalanigazolvány, amelyen kiegészítő bejegyzésként szerepel a Sara személynév utólagos hozzáadása

A névváltoztatási rendelet előírta, hogy zsidóknak csak olyan utónév adható, amely megfelel a belügyminiszter által kiadott irányelvnek. Az irányelv tételesen felsorolt 91 női és 185 férfinevet, amely a zsidók számára megengedett volt. Ezeket a neveket „német vérű” polgárok nem kaphatták. Azoknak a zsidóknak, akiknek az utóneve nem szerepelt a belügyminiszter által kiadott listán, kötelező volt 1939. január 31-ig – nemüknek megfelelően – az Israel vagy a Sara nevet felvenniük. (A listán szereplő nevektől való apró írásmódbeli eltérések megengedettek voltak.) A végrehajtási rendelet azt is előírta, hogy azoknak a zsidóknak, akiknek több utónevük is volt, a hivatalos ügyintézés során legalább az egyik zsidó nevüket használni kellett. Aki ezt hanyagságból elmulasztotta, egy hónapig terjedő elzárásra vagy pénzbírságra volt büntethető; szándékosság esetén a börtönbüntetés időtartama hat hónapra növekedett.

## A rendelet hatálya
A rendelet személyi hatálya a német állampolgárságú, vagy a Harmadik Birodalomban élő hontalan zsidókra vonatkozott. Az országban tartózkodó külföldi állampolgárságú zsidók névviselését nem szabályozták, a külföldön élő német állampolgárságú zsidókét viszont elvileg igen.
A rendelet területi hatálya eredetileg nem terjedt ki a röviddel korábban Németországhoz csatolt Ausztriára, és a Szudétavidékre sem, de 1939. január 24-én azután ezekre a területekre is kiterjesztették a szabályozást.
A rendelet de facto hatályát vesztette, ahogy a szövetségesek elfoglalták a Német Birodalom területét. A formális visszavonásra a Szövetséges Ellenőrző Tanácsnak a nemzetiszocialista jogszabályokat semmissé nyilvánító 1. számú, 1945. szeptember 20-án kelt rendeletének keretében került sor.

## Fordítás
Ez a szócikk részben vagy egészben  a   Namensänderungsverordnung című német Wikipédia-szócikk ezen változatának fordításán alapul.  Az eredeti cikk szerkesztőit annak laptörténete sorolja fel. Ez a jelzés csupán a megfogalmazás eredetét és a szerzői jogokat jelzi, nem szolgál a cikkben szereplő információk forrásmegjelöléseként.